# Dacrydium elatum
Dacrydium elatum és una espècie de conífera de la família Podocarpaceae nadiua del sud-est asiàtic.

## Descripció
L'arbre assoleix una alçada de 30 metres, i un diàmetre a l'alçada humana (DAH) de 80 cm.

## Distribució geogràfica
Se'l pot trobar en boscs de Tailàndia, Cambodja, Laos, Vietnam, Indonèsia, en Malàisia i les Filipines sota una amenaça mínima d'extinció.

## Galeria

Imatges del jardí botànic Queen Sirikit (Tailàndia)
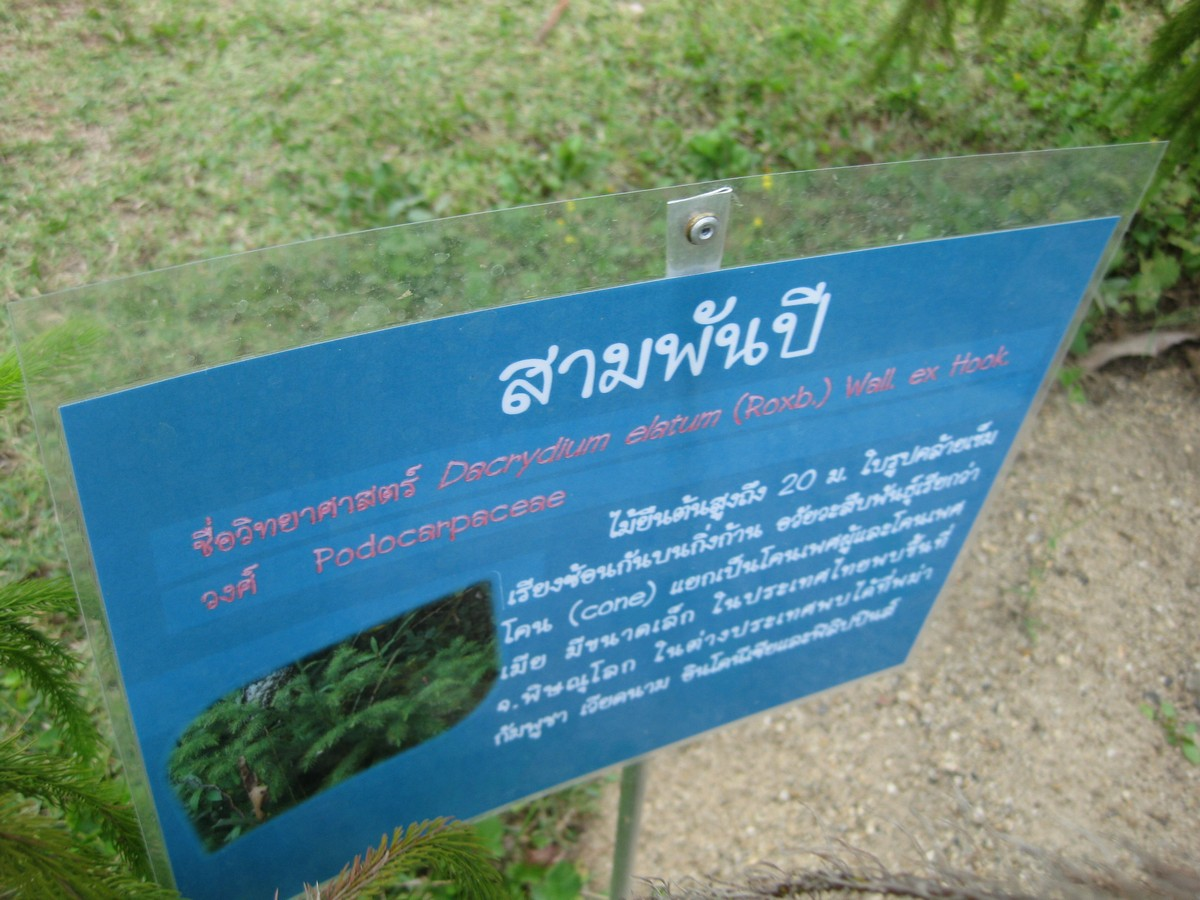
Cartell informatiu
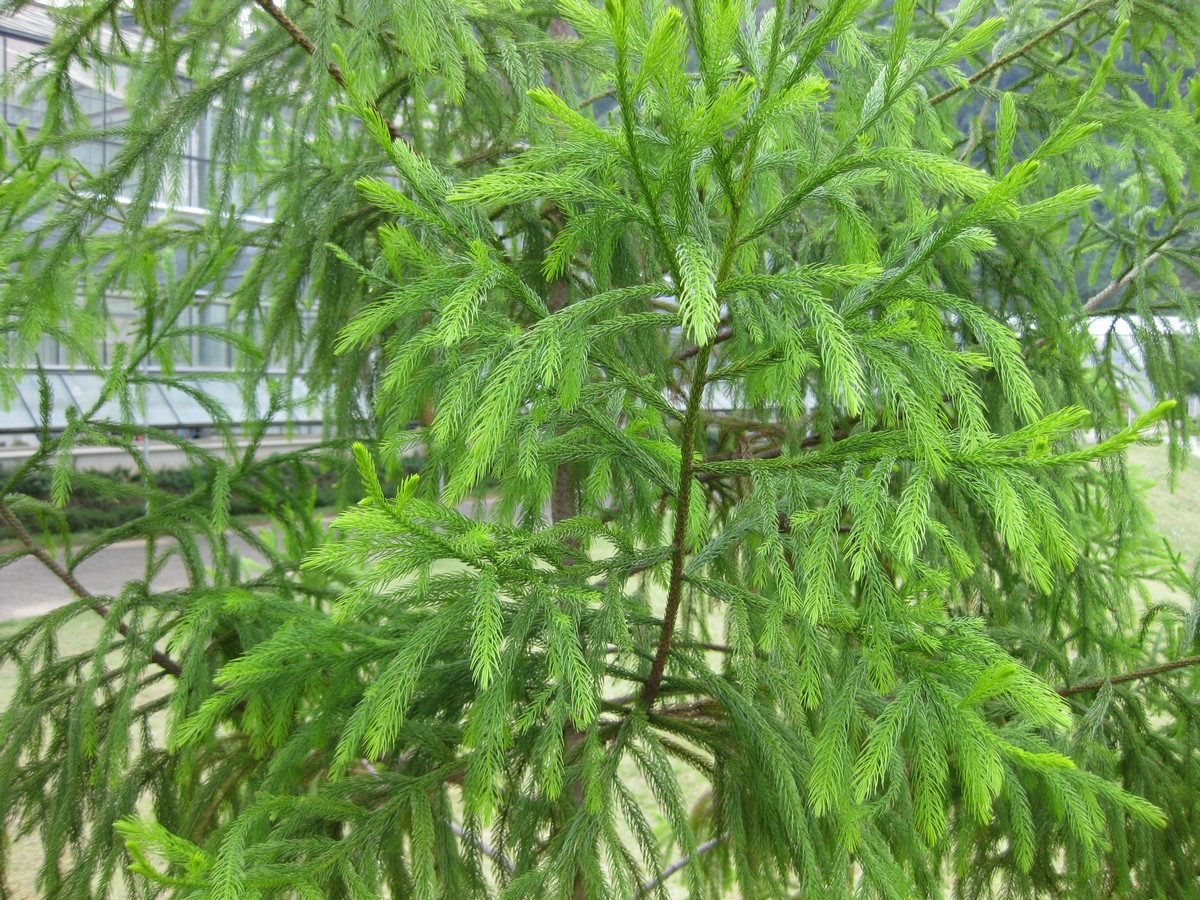
Branques
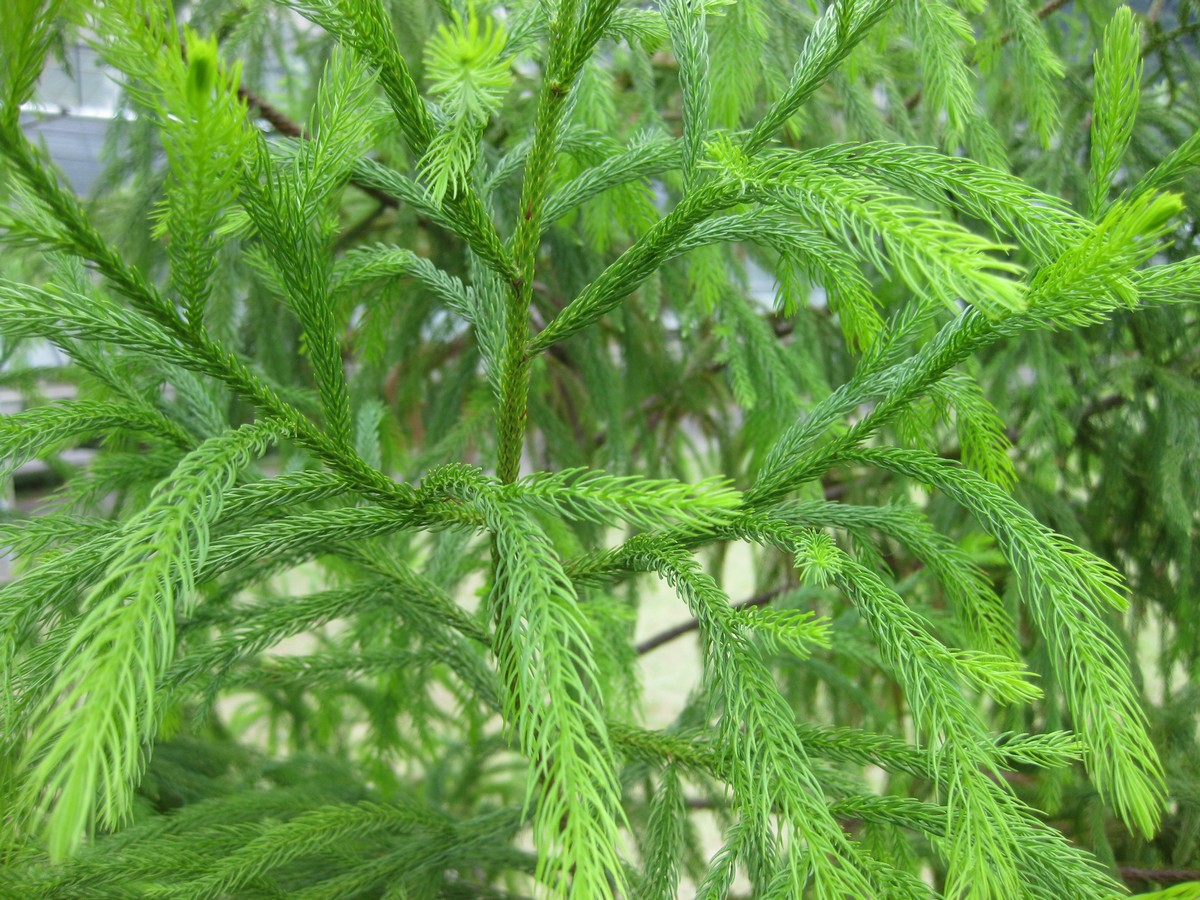
Fulles aciculars

## Sinònims botànics
Se'n coneixen fins a set:
- Corneria elata (Roxb.) A.V.Bobrov & Melikyan
- Corneria pierrei (Hickel) A.V.Bobrov & Melikyan
- Dacrydium junghuhnii Miq.
- Dacrydium pierrei Hickel
- Juniperus elata Roxb.
- Juniperus elatus Roxb.
- Juniperus philippsiana Wall. ex Carrière